# Посольство Ливии в России
Посольство Государства Ливия в Российской Федерации — дипломатическая миссия Ливии в России, расположена в Москве в районе Раменки на Мосфильмовской улице. 
- Посол Государства Ливия в Российской Федерации — Эмхемед Альмаграви (вручил верительные грамоты 20 сентября 2022 года)
- Адрес посольства: 119590, Москва, Мосфильмовская улица, 38.
- Индекс автомобильных дипломатических номеров посольства — 048.

## Дипломатические отношения
Дипломатические отношения между СССР и Ливией были установлены 4 сентября 1955 года. В конце декабря 1991 года Ливия заявила о признании России.

## Послы Ливии в России
- Дау Али Суейдан (1976—1981), секретарь Народного бюро СНЛАД
- Мухаммед Хусни Шаабан (1981—1988), секретарь Народного бюро СНЛАД
- Дау Али Суейдан (1988—1992), секретарь Народного бюро СНЛАД
- Мухаммед Хусни Шаабан (1992 — 1994), секретарь Народного бюро СНЛАД
- Салех Абдулла Салех (1994—2006), секретарь Народного бюро СНЛАД
- Мустафа ат-Таджури (2007—2009), секретарь Народного бюро СНЛАД
- Амер аль-Араби Али Гариб (2009—?), секретарь Народного бюро СНЛАД, посол
- Мустафа Саид Абусейда (до 2018), временный поверенный
- Эмхемед А.Э. Альмаграви (с 2021)